# Itazura na Kiss
Itazura na Kiss (イタズラなKiss Itazura na Kissu), được biết tại Việt Nam với tên gọi Bắt đầu từ một nụ hôn, Thơ ngây hay Nụ hôn tinh nghịch, là một xê-ri manga và anime của tác giả Tada Kaoru, được phát hành lần đầu vào năm 1991 bởi Nhà xuất bản Shueisha trên tạp chí Margaret Magazine. Itazura na Kiss nhanh chóng trở nên nổi tiếng ngay khi nó ra đời và chính nó đã làm nên tên tuổi của tác giả Tada Kaoru. Đáng tiếc vào ngày 11 tháng 3 năm 1999 bà đột ngột qua đời vì tai nạn trong khi đang chuyển nhà, vì vậy Itazura na Kiss không bao giờ được hoàn thành. Mặc dù vậy, theo lời người chồng của bà, Nishikawa Shigeru, anime Itazura na Kiss sẽ tiếp tục được thực hiện và hoàn tất trong tương lai.

## Sơ lược cốt truyện
Kotoko là một cô gái vừa ngốc nghếch lại hậu đậu nhưng là người luôn luôn lạc quan, vui vẻ. Cô rất tốt bụng, chân thành, và đáng yêu. Kotoko học cực kì dốt. Cô luôn luôn học lớp F, từ tiểu học đến đại học đều mang danh lớp F. Nhưng không vì thế mà cô không dám tỏ tình với người mình thích là Irie Naoki. Naoki là một chàng trai cực kỳ thông minh với chỉ số IQ lên tới 200, luôn học lớp A, cái gì cũng giỏi từ thể thao đến học hành nhưng anh chàng lại rất lạnh lùng và đặc biệt rất xem thường những cô nàng ngốc nghếch như Kotoko.
Anh thường xuyên nhắc Kotoko nhớ rằng cô là người không cùng đẳng cấp trí tuệ với anh, cô ngu ngốc và không có giá trị gì so với thời gian vàng ngọc của anh. Thậm chí, ở series sau này, khi hai người đang ở trường đại học dự lễ kỷ niệm tốt nghiệp, anh ta còn bỏ lại Kotoko một mình, vì công việc của anh quan trọng hơn.
Sau khi bị trận động đất làm cho sập nhà, gia đình Kotoko đã dọn tới nhà một người bạn cũ của bố cô. Bất ngờ là, người cô và người chú tốt bụng nhiệt tình, chủ ngôi nhà đó lại là bố mẹ của Naoki. Naoki vài ngày trước vừa mới từ chối thư tình của Kotoko. Và từ đây bắt đầu cuộc sống chung cùng một mái nhà của Kotoko và Naoki với nhiều tình huống hài hước của Kotoko và Naoki. Kotoko không ngừng theo đuổi Naoki (mặc dù bị từ chối rất thẳng thừng nhưng Kotoko vẫn kiên trì theo đuổi) và rồi cũng đạt được thành quả là hai người kết hôn với nhau. Từ đây bắt đầu cuộc hôn nhân nhiều kịch tính của đôi bạn trẻ. Cuộc hôn nhân của cặp đôi kỳ lạ này cũng gặp nhiều trắc trở có những giận hờn rồi xa nhau nhưng rồi cũng được đoàn tụ vui vẻ bên nhau. Và kết thúc là tình huống Kotoko có em bé làm mọi người trong nhà đều bất ngờ. Đến đây thì tác giả bất ngờ qua đời để lại kết thúc mở này mặc dù hơi tiếc nhưng ta cũng có thể thấy tương lai sáng sủa của cặp đôi này.